# Al Jazeera América
Al Jazeera América (AJAM) (en árabe: قناة الجزيرة أمريكا) fue un canal informativo por cable y satélite propiedad de la red Al Jazeera Media Network.
Inició sus transmisiones a las 15:00 (hora local -4 GMT) el 20 de agosto de 2013 en Estados Unidos, con 14 horas de programación llegando a 48 millones de hogares, fue el tercer canal de la compañía en ese país, luego de BeIN Sport y BeIN-ñ Sports. El canal remplazó a Current TV, la cadena de televisión por cable fundada por el exvicepresidente de Estados Unidos, Al Gore, y que Al Jazeera adquirió en enero por alrededor de 500 millones de dólares estadounidenses. Sus mayores competidores fueron CNN, Fox News Channel, MSNBC, la rusa RT America y la británica BBC.
Al Jazeera América llega sabiendo que tiene sus propias dificultades, algunos sectores ven al canal como antiestadounidense, el día de la inauguración AT&T fue demandada por el canal por no incluirlo en la parrilla de programación, incluso fue acusada por Bush de refugiar terroristas después de los atentados del 11 de septiembre de 2001.
Al Jazeera, llega a 260 millones de hogares en 130 países, se emitía en Estados Unidos a través de su canal hermano Al Jazeera en inglés que es remplazado por el nuevo canal. La sede central está en Nueva York con once oficinas en las principales ciudades (Washington D. C., Chicago, Detroit, Nashville, Los Ángeles, Seattle, Nueva Orleans, Dallas, Denver, Miami y San Francisco).
El 13 de enero de 2016, el director Ejecutivo de Al Jazeera América, Al Anstey, anunció que el canal cesaría operaciones el 30 de abril de 2016, citando el "panorama económico".
Desde mayo de 2016 en todas las frecuencias y sistema que emitía Al Jazeera América fue sustituida por Current TV-Al Jazeera en inglés.

## Competidores
- CNN
- RT America